# 関広見インターチェンジ
関広見インターチェンジ（せきひろみインターチェンジ）は、岐阜県関市広見にある東海環状自動車道のインターチェンジである。
2009年（平成21年）4月18日に供用開始。岐阜三輪SIC、山県ICが開通するまでは山県市・関市の武芸川・洞戸・板取の各地域へ最寄りのインターチェンジであった。
2025年（令和7年）4月8日14時よりETC専用料金所に変更されたため、ETC車載器を搭載していない車両は利用できなくなった。

## 歴史
- 2009年（平成21年）
  - 3月13日：IC名称が「関広見」に正式決定[5]。
  - 4月18日 : 美濃関JCT - 関広見IC間の開通に伴い供用開始[3]。
- 2020年（令和2年）3月20日 : 関広見IC - 山県IC間が開通[6]。
- 2025年（令和7年）4月8日 : 14時から料金所がETC専用になる[4]。

## 周辺
- 道の駅むげ川

## 接続する道路
- 国道418号

## 料金所
- ブース数 : 4

標準的なレーン運用であり、メンテナンス等により実際のレーン運用とは異なる場合がある（2025年4月8日現在）。

### 入口
- ブース数 : 2
  - ETC / サポート : 1
  - ETC専用 : 1

### 出口
- ブース数 : 2
  - ETC専用 : 1
  - ETC / サポート : 1

## インターチェンジ名の由来
計画当初は「関西（せきにし）IC」という仮称になっていたが、読み方によっては「かんさい」と読めてしまうため、方角を地名の前につけた「西関（にしせき）IC」という仮称に変え、事業を進めていた。しかし、広見地区の住民が署名を集め岐阜県や国会議員・岐阜県議に要望活動を行ったことや、高速道路では、地名自体に方角が付いている場合を別として、インターチェンジ名の方角は地名の後に付与するルールになっているため、当ICでも例外は適用されず、当ICの住所が「関市広見」ということで「関広見IC」が正式名称となった。

## 隣
C3 東海環状自動車道
(5-1)美濃関JCT - (11)関広見IC - (11-1)岐阜三輪PA/SIC - (12)山県IC